# Wieża wyciągowa w Porębie
Wieża wyciągowa w Porębie – wieża służyła dawniej do transportu wsadu wielkopiecowego do przetapiania rudy. Została wybudowana w 1798 r. z ciosowego kamienia wapiennego na zaprawie wapiennej. Bryła wieży ma kształt prostopadłościanu. Posiada plan zbliżony do kwadratu. W przyziemiu znajduje się brama zasklepiona półkolebką. Wieża została wpisana do rejestru zabytków w dniu 25 maja 1975 r. pod numerem A-1211/75 (obecnie A/1133/23). Jest jednym z dwóch rejestrowych zabytków na terenie miasta. Mieści się przy ul. Fabrycznej.